# Aurélio Pácoro
Aurélio Pácoro (em latim: Aurelius Pacorus; em grego: Αύρήλιος Πάκορος; romaniz.: Aurélios Pácoros) foi um príncipe parta do século II que serviu como rei vassalo do Império Arsácida na Armênia de 161 a 163.

## Nome

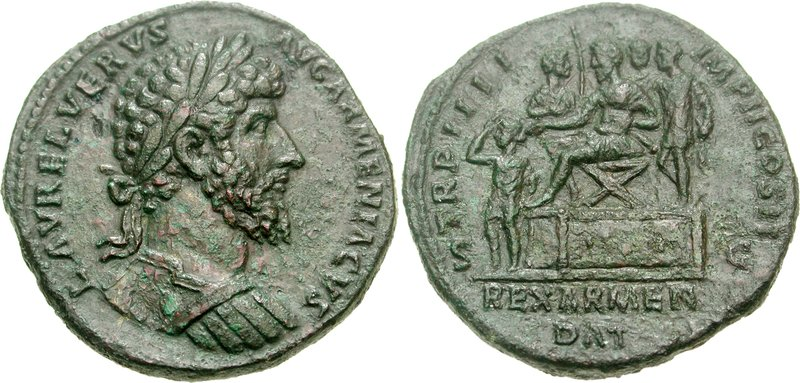
Sestércio de Lúcio Vero r. de 164 celebrando a nomeação de Soemo

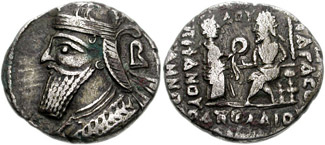
Tetradracma de r.

Pácoro (Pacorus; Πάκορος, Πακώρος, Παχορος, Pákoros, Pakṓros, Pachoros), Pacores (Πακορης, Pakorēs), Pácuro (Πάκουρος, Pákouros), Pacúrio (Pacurius; Πακούριος, Pakoúrios) ou Bacúrio (Bacurius; Βακούριος, Bakoúrios) são as formas latina e grega do iraniano médio Pacur (Pakur), derivado do iraniano antigo Baguepur (bag-puhr), "filho de um deus". Foi registrado em armênio (Բակուր) e georgiano (ბაკური) como Bacur (Bakur), em siríaco como Pacor (ܦܩܘܪ, Paqor), em gandari como Pacura (𐨤𐨐𐨂𐨪) e em aramaico como Pacur (𐡐𐡊𐡅𐡓𐡉, pkwry).

## Vida
Pácoro era filho do xainxá Vologases IV (r. 147–191). É conhecido por uma inscrição funerária grega em Roma como uma dedicatória dele em homenagem à memória de seu irmão Aurélio Meritates. Na dedicatória, se descreveu como "Aurélio Pácoro, rei da Grande Armênia" (Αύρήλιος Πάκορος βασιλεύς μεγάλης Άρμενίας). Pela inscrição é evidente que o irmão de Pácoro viveu e morreu em Roma. A inscrição também mostra que Pácoro viveu por um tempo em Roma e tinha amigos ali. O nome Aurélio aponta para uma estreita ligação com a dinastia reinante do Império Romano.. Em algum momento, Pácoro e seu irmão receberam a cidadania romana de um imperador, talvez Lúcio Vero (r. 161–169), antes ou depois de Pácoro ascender.
Sabe-se que Pácoro governou a Armênia no século II e há apenas um homônimo que foi nomeado rei por um xainxá parta antes que foi destituído por Lúcio Vero. Durante a guerra romana-parta de 161-166, Vologases IV em 161/2 invadiu o Reino da Armênia, expulsou o rei cliente dos romanos Soemo e instalou Pácoro como seu rei cliente. Pácoro governou de 161 a 163, quando Lúcio Vero chegou com o exército romano à Armênia, tomou a capital e o destituiu. Depois que Pácoro foi destronado, Soemo foi reinstalado em seu trono. O destino de Pácoro é desconhecido depois, mas pode ter sido levado para viver em Roma.